# Nai cà tông Xiêm
Nai cà tông Xiêm (Danh pháp khoa học: Panolia eldi siamensis) là một phân loài của loài nai cà tông phân bố ở Trung Quốc, Campuchia, Thái Lan, Lào và Việt Nam. Ở Việt Nam, nó được tìm thấy ở một số nơi thuộc Tây Nguyên như Kon Tum (Sa Thầy), Đắk Lắk (Đắk Min; Easúp; M'Đrắc), Lâm Đồng (Bảo Lộc), chúng không sống trong những vùng đất ngập nước mà sinh sống ở những vùng rừng lá rụng. Hiện cũng có ý kiến cho rằng chúng cần được xem là một loài riêng biệt.
Chúng là thú quý hiếm. Cặp sừng đẹp dùng trang trí nội thất, xuất khẩu. Thịt, da, xương, sừng, nhung, có giá trị thực phẩm, dược liệu, hàng mỹ nghệ. phân bố hạn chế ở một số vùng rừng, số lượng rất ít và đang bị giảm dần do săn bắn và bẫy bắt, khai thác rừng, phá rừng làm nương rẫy đã và đang làm mất vùng sinh sống của chúng.

## Đặc điểm
Nai cà tông Xiêm có hình dáng giống như nai, nhưng nhỏ hơn với trọng lượng từ 95–100 kg, chúng cao 1,15m có bộ lông vàng xám (nai cái) hay nâu đậm (nai đực) . Đầu và mặt chúng thuôn dài, tai to tròn. toàn thân có bộ lông mềm, lưng màu hung đỏ hoặc vàng hung có hai hàng chấm màu vàng nhạt chạy dọc lưng. Con đực lông ở cổ thưa, ở gáy dầy, dài rủ xuống hai bên cổ. Ngực, bụng, háng màu trắng. Phía trong chân sau có vệt trắng nhạt chạy dài xuống dưới. Đuôi rất ngắn. Con non có các đốm trắng như sao ở mông.
Loài nai này nổi bật vì có cặp sừng chẻ thành nhiều nhánh, con đực có cặp sừng 4 - năm nhánh, nhánh 1 hướng về phía trước tạo với thân sừng hình vòng cung ngay trên đỉnh đầu, các nhánh khác ở ngọn sừng xoè ra giống như bàn tay 3 - 4 ngón. Loài động vật này là một trong những loài có bộ sừng đẹp nhất trong tất cả các loài động vật thuộc bộ móng guốc
Sừng nai cà tông Xiêm khi uốn chẻ thành nhiều nhánh trông vừa uy dũng lại kiêu sa và rất quyến rũ với cặp sừng nhọn, hình vòng cung hướng về phía trước đỉnh đầu, các nhánh ở ngọn sừng xòe chĩa ra như những ngọn giáo mà loài này sử dụng trong những lúc giao chiến tranh giành con cái vào mùa giao phối, hoặc để tấn công các loài thú ăn thịt khi tính mạng bị nguy cấp. Cặp gạc cong giống như đàn lia, có những cặp gạc đẹp của nai cà tông ở Lang Bi-an dài lên đến 116 cm.
Chúng sinh sống trong rừng thưa, rừng thứ sinh, rừng khộp có địa hình tương đối bằng, rừng có nhiều đồng cỏ bằng phẳng ở độ cao 500 - 600m so với mặt biển. Loài này sinh sống theo đàn, chúng sống thành từng đàn nhỏ 5 - 10 con hoặc nhiều hơn, chúng hiền lành. Hoạt động kiếm ăn ban đêm, nơi thoáng mát ven rừng cho đến sáng sớm, khi mặt trời mọc chúng tìm nơi trú ấn nghỉ ngơi trong các thung lũng rậm rạp. Thức ăn chủ yếu là cỏ, lá cây.
Thời kỳ sinh sản vào tháng 10, 11. Động dục ghép đôi vào tháng 3 - 4, thời gian có chửa khoảng 8 tháng. Mỗi năm đẻ một lứa, mỗi lứa một con. Có quan niệm rằng nai cà tông đang mang thai thì hà nằm của con cà tông này mới thực sự là quý, hà nằm là bào thai, nếu đem ngâm rượu hay thẻo hầm thuốc Bắc để bồi bổ thì món hà nằm đặc biệt rất công hiệu với các chứng bất lực. 

## Tình trạng
Nai cà tông Xiêm là loài thú quý hiếm. Ở Việt Nam chúng đã được đưa vào Sách đỏ Việt Nam, Danh lục đỏ Thế giới (1996, 2000) của IUCN xếp vào bậc VU A2c và danh sách các loài cấm săn bắn bẫy bắt, buôn bán trong Nghị định 18/HĐBT và Nghị định 32/2006/NĐ-CP của Chính phủ, Công ước CITES. Cần tăng cường bảo vệ loài này trong các Vườn Quốc gia, Khu Bảo tồn thiên nhiên, và cấm khai thác rừng ở những nơi có thể còn Nai cà tông. Mặt khác cần đưa một số cá thể về nuôi ở các vườn thú để thuần dưỡng và nhân giống. Sách đỏ Việt Nam đề nghị biện pháp bảo vệ loài nai cà tông như cấm tuyệt đối việc săn bắn, đưa một số cá thể về nuôi ở vườn thú và các vườn quốc gia để thuần dưỡng, nhân giống vì loài này được xếp vào nhóm E (nhóm có nguy cơ tuyệt chủng).
Ở Thái Lan, có nhiều lo ngại chúng sẽ bị tuyệt chủng trong môi trường tự nhiên, với một số lượng rất thấp, coi như có thể đã tuyệt chủng tại Lào, Campuchia và Việt Nam. Số lượng nai cà tông không còn nhiều. Riêng tại Việt Nam, số lượng nai cà tông ước tính chỉ còn vài trăm con và con số này đang giảm dần do nạn săn bắn quá mức, nạn khai thác rừng làm môi trường sinh sống của loài này bị thu hẹp. Nai cà tông quý hiếm ở Đắk Lắk có nguy cơ tuyệt chủng, Hiện nay, người ta chỉ biết về nai cà tông qua những bộ sừng được trang trí trong một số ít gia đình khá giả ở Đắk Lắk. Trước đây, người dân Đắk Lắk vẫn gặp những cá thể nai cà tông trong các khu bảo tồn thiên nhiên và vườn quốc gia. Tuy nhiên, do diện tích rừng bị thu hẹp quá nhanh, chất lượng rừng suy giảm và nạn săn bắn tàn sát động vật hoang dã nên trong khoảng 10 năm trở lại đây, không ai thấy loài động vật quý hiếm này nữa. 

## Săn bắn
Loài này đang bị săn dữ dội vì thú chơi thủ cấp nai cà tông, do cặp sừng đẹp đã thúc đẩy nhiều đại gia vung tiền mua thủ cấp nai cà tong để bày biện trong tư gia nhằm khẳng định đẳng cấp. Có quan niệm rằng đầu sừng của loài nai cà tông hội tụ nhiều yếu tố như hoang dã, sang trọng, có phần ma quái... Không chỉ thể hiện đẳng cấp mà nó còn mang lại nhiều may mắn, hanh thông cho gia chủ khi treo trong nhà. Để có được cái đầu nai cà tông thì phải chi hơn 50 triệu đồng. Giá thị trường mỗi cái thủ cấp nai cà tông dao động từ 20-50 triệu đồng, có khi hơn tùy lớn nhỏ và độ mỹ thuật, đầu sừng nai cà tông là hàng cấm nên chỉ cho khách xem qua hình ảnh, nếu muốn mua thì đặt tiền cọc.